# Serjania fuscifolia
Serjania fuscifolia är en kinesträdsväxtart som beskrevs av Ludwig Radlkofer. Serjania fuscifolia ingår i släktet Serjania och familjen kinesträdsväxter. Inga underarter finns listade i Catalogue of Life.